# Charles Enderlin
Pour les articles homonymes, voir Enderlin.
Charles Enderlin, né le 2 octobre 1945 à Paris, est un journaliste, reporter et auteur franco-israélien. Il est, de 1981 jusqu'à août 2015, le correspondant à Jérusalem de la chaîne de télévision française France 2.

## Biographie

### Jeunesse
Après le divorce de leurs parents, Charles Enderlin et sa sœur sont élevés en Lorraine, à Nancy, par leur mère, Trudi Brunner, et leurs grands-parents maternels, des Juifs autrichiens qui ont fui leur pays lors de l’Anschluss en 1938. Leur grand-père maternel, Benjamin Brunner, ancien joailler viennois et fils de violoniste, est arrêté et emprisonné au Camp de Gurs, puis libéré sur intervention de son épouse. Zelma, la sœur de leur grand-père maternel, est l'épouse de Fernand Burger, cuisinier du restaurant Walter, place Stanislas à Nancy — où viennent dîner Himmler et Goebbels — après avoir été celui de Mustafa Kemal Atatürk.
Charles Enderlin commence ses études à Nancy, passant par le Lycée Poincaré puis la faculté de médecine de Nancy. Pendant les manifestations étudiantes de Mai 1968, il est membre du comité de grève. En décembre 1968, féru de la pensée du fondateur du mouvement sioniste, l'Austro-Hongrois Theodor Herzl, il décide d'émigrer en Israël pour vivre dans un kibboutz. Il prend la citoyenneté israélienne au début des années 1970.

### Carrière
Charles Enderlin entre en journalisme en 1971 pour la radio israélienne. En 1973, il devient correspondant de Radio Monte Carlo et l'année suivante, éditeur à la radio Kol Israel.
En 1981, il est correspondant à Jérusalem de la chaîne de télévision française Antenne 2 (devenue France 2) et acquiert le titre de « grand reporter » en 1988. En 1991, il est le chef du bureau de France 2 en Israël et participe à la formation des journalistes de la Palestinian Broadcasting Corporation. Il est également vice-président de l'Association des correspondants de la presse étrangère à Jérusalem. Ses reportages sur le conflit israélo-palestinien ont suscité des réactions hostiles de partisans des deux camps.
En août 2015, il prend sa retraite et quitte ses fonctions au bureau de la chaîne à Jérusalem, où il est remplacé par Franck Genauzeau.

### Vie privée
Il a deux enfants d'une première épouse, Irene, d'origine chilienne.
Sa femme, Danièle Kriegel, fille de l'historienne Annie Kriegel, est correspondante à Jérusalem pour le journal La Dépêche du Midi et l'hebdomadaire Le Point.

## Controverse sur la mort de Mohammed al-Durah

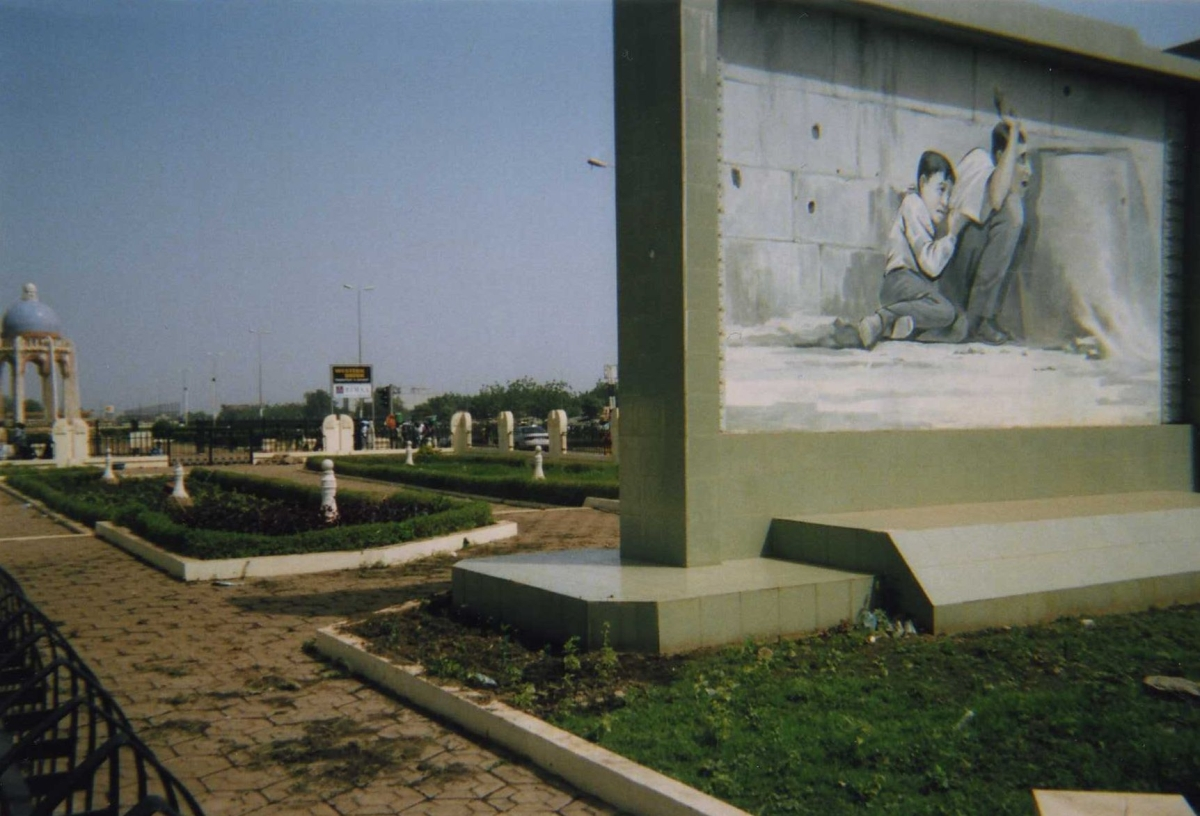
Avenue Al Qoods, dans le centre de Bamako.
La peinture murale représente les instants qui précèdent la mort de Mohammed al-Durah.

L'un des reportages de Charles Enderlin, sur des images tournées le 30 septembre 2000, montre la mort d'un garçon palestinien de 12 ans dans les bras de son père. L'enfant est présenté comme ayant été touché par des balles israéliennes, et ce reportage a été à l'origine d'une campagne au début de la seconde intifada,.
L'armée israélienne admet dans un premier temps être responsable de la mort de l'enfant et présente ses excuses, puis affirme ensuite que les tirs ne provenaient pas de la position israélienne. En février 2001, la branche française de l'organisation juive B'nai B'rith porte plainte contre France 2, pour « diffusion d'une fausse nouvelle ayant entraîné un trouble de l'ordre public »[réf. nécessaire]. Cette plainte est basée sur l'enquête menée par le réalisateur de documentaires Pierre Rehov. L'affaire est rejetée par le tribunal correctionnel au motif que seul le procureur de la République pouvait l'en saisir.
Au cours de plusieurs entretiens dans la presse ou d'émissions de médiation de France 2, Charles Enderlin a affirmé chercher l'objectivité dans ses reportages et ses commentaires. Il déclare dans Le Monde du 30 novembre 2004 : « À partir du moment où un correspondant de presse commence à travailler en tenant compte des réactions éventuelles que son information va susciter, il est fini. »
La direction de France 2 soutient son journaliste, maintient sa position et annonce avoir porté plainte contre X pour diffamation. Le 19 octobre 2006, la 17e chambre du tribunal correctionnel de Paris condamne pour diffamation publique Philippe Karsenty, qui avait relayé des soupçons de trucage du reportage exprimés par le media francophone israélien dit Metula News Agency (Mena). Le tribunal estimait que la contre-enquête menée par la Mena se fondait « essentiellement sur des extrapolations et des amalgames ». Le tribunal affirmait qu’« aucune autorité officielle israélienne […] n'avait jamais accordé le moindre crédit [à la contre-enquête de la Mena] ».
Le 21 mai 2008, la cour d'appel de Paris relaxe Philippe Karsenty, mais cette relaxe est annulée par la cour de cassation en 2012. Un nouvel arrêt de la cour d'appel de Paris, initialement attendu le 3 avril, puis le 22 mai, est rendu le 26 juin 2013 : la condamnation de Philippe Karsenty pour diffamation est confirmée et sa peine est aggravée.
Charles Enderlin, qui a été victime de menaces de mort de la part de différents organismes ultra-sionistes partisans de la théorie du complot,, a reçu le soutien de très nombreux journalistes, ainsi que de personnalités juives dont Théo Klein, ancien président du Conseil représentatif des institutions juives de France (CRIF).
En 2010, il publie Un enfant est mort, dans lequel il revient sur cette affaire.

## Ouvrages
- Shamir : une biographie, Paris, Olivier Orban, 1991  (ISBN 2-855-65524-2)
- Paix ou guerre : les secrets des négociations israélo-arabes, 1917-1995, Paris, Stock, 1997  (ISBN 2-234-04448-0)
- Le rêve brisé : histoire de l'échec du processus de paix au Proche-Orient, 1995-2002, Paris, Fayard, 2002  (ISBN 2-213-61026-6)
- Les années perdues : intifada et guerres au Proche-Orient, 2001-2006, Paris, Fayard, 2006  (ISBN 2-213-62150-0)
- Par le feu et par le sang : le combat clandestin pour l’indépendance d'Israël, 1936-1948, Paris, Albin Michel, 2008
- Le grand aveuglement : Israël et l'irrésistible ascension de l'islam radical, Paris, Albin Michel, 2009, rééd. 2024
- Un enfant est mort. Netzarim 30 septembre 2000, Don Quichotte, 2010  (ISBN 2-359-49026-5)
- Au nom du Temple : l'irrésistible ascension du messianisme juif en Israël (1967-2012), Paris, éditions du Seuil, 2013  (ISBN 978-2-02-104407-2) / Rééd. sous le titre Au nom du Temple : Israël et l'arrivée au pouvoir des juifs messianiques, Paris, Seuil, coll. « Points », éd. mise à jour et augmentée, sept. 2023, 501 p.  (ISBN 979-1-041-41291-4)
- Les Juifs de France entre république et sionisme, Paris, Seuil, 2020  (ISBN 978-2-021-21165-8)[14],[15]
- De notre correspondant à Jérusalem : le journalisme comme identité, Paris, Seuil, 2021  (ISBN 978-2-0214-7337-7)
- Israël. L'agonie d'une démocratie, Paris, Seuil, coll. « Libelle », sept. 2023  (ISBN 978-2-021-53915-8)

## Décoration
Le 13 juillet 2009, Charles Enderlin est nommé au grade de chevalier dans l'ordre national de la Légion d'honneur au titre de « journaliste, chef du bureau d'une chaîne de télévision à Jérusalem ; 27 ans d'activités professionnelles ».

## Pour approfondir